# The Lie - La bugia
The Lie - La bugia (The Lie) è un film del 2018 diretto da Veena Cabreros Sud.

## Trama
Dopo che la loro figlia ha confessato di aver ucciso la sua migliore amica, i suoi genitori cercano di fare in modo di coprire la verità su quello che è accaduto.

## Distribuzione
Il film è stato distribuito sulla piattaforma Amazon Prime Video dal 13 settembre 2018.